# Сарнавщина
Сарна́вщина —  село в Україні, у Попівській сільській громаді Конотопського району Сумської області. Населення становить 247 осіб. До 2020 орган місцевого самоврядування — Вирівська сільська рада.

## Географія
Село Сарнавщина розташоване на березі річки Єзуч, вище за течією на відстані 1 км розташоване місто Конотоп, нижче за течією на відстані 5 км розташоване село Лисогубівка.
До села примикає великий лісовий масив.

## Історія
1678 — дата заснування.
Село постраждало внаслідок геноциду українського народу, проведеного окупаційним урядом СССР 1923-1933 та 1946-1947 роках.